# 우오누마큐료역
우오누마큐료역(일본어: 魚沼丘陵)은 일본 니가타현 미나미우오누마시 노다에 있는 호쿠에쓰 급행 호쿠호쿠 선의 역이다. 보통열차만 정차한다. 역 부근에 솟은 우오누마 언덕에서 유래한 역명이다.

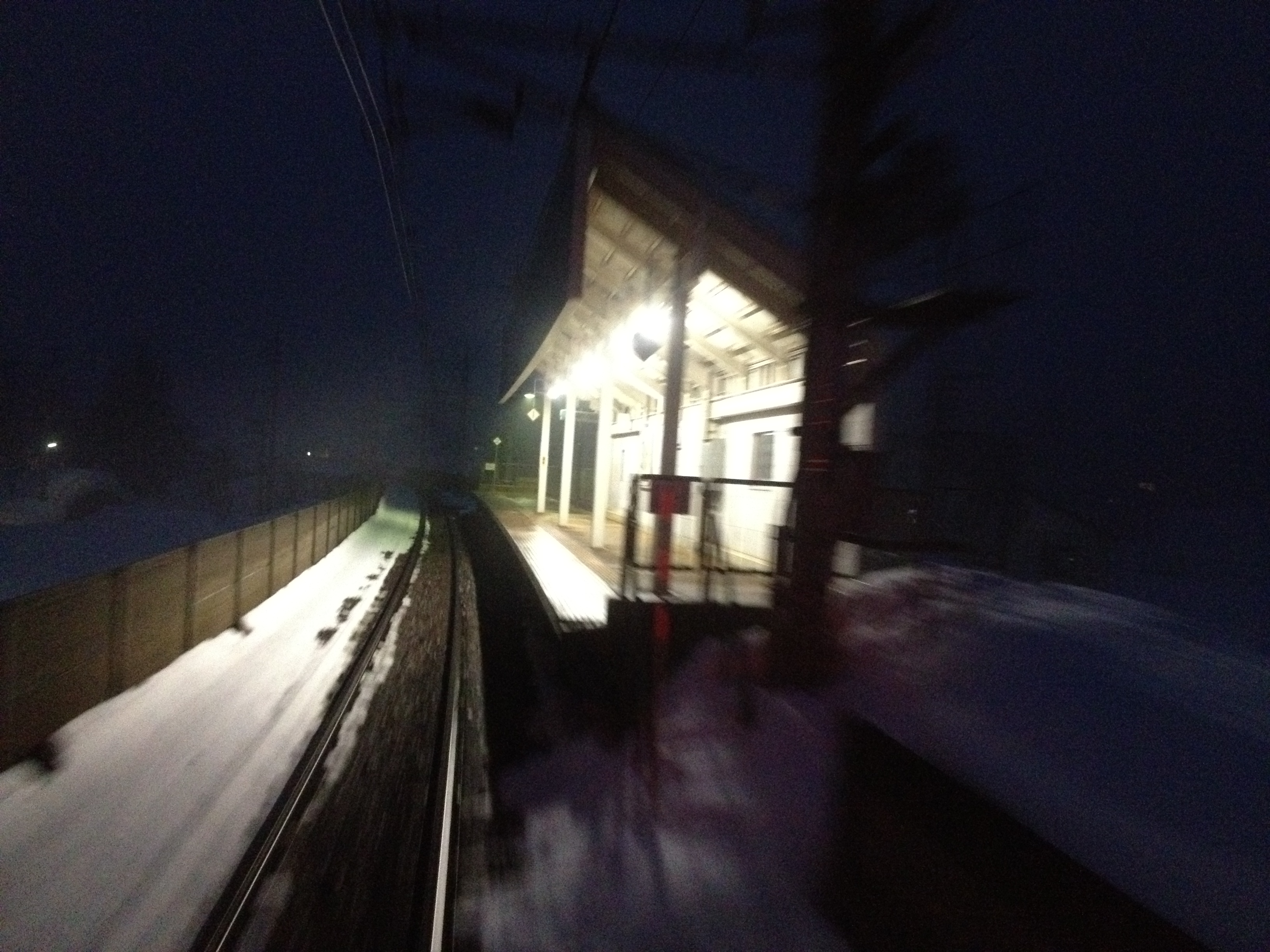
우오누마큐료 역 구내

## 역 구조
- 성토 구간에 세운 지상역이다.
- 승강장은 1면 1선이며 2량 편성 대응이다.

## 역사
1997년 3월 22일 호쿠호쿠 선 전선 개통과 함께 개업했다.

## 인접역
| 호쿠에쓰 급행 호쿠호쿠 선 | 호쿠에쓰 급행 호쿠호쿠 선 | 호쿠에쓰 급행 호쿠호쿠 선 |
| ------------------------- | ------------------------- | ------------------------- |
| 무이카마치 방면           | ■ 보통                    | 미사시마 사이가타 방면    |